# Луцьккартон
ТзОВ «Луцьккартон» — дочірня компанія концерну волинських виробників гофрокартону: ТзОВ «Володимирська фабрика гофротари», ТзОВ «Модепак», ТзОВ «Луцьккартон».
Займається виробництвом гофрокартонної продукції. Офіс знаходиться в Луцьку, виробничі потужності — в смт. Благодатне та Нововолинську Волинської області.

## Продукція
Підприємства володіють рядом сертифікатів, серед яких: посвідчення про якість, гігієнічний висновок СЕС на гофрокартон, гігієнічний висновок СЕС на гофроящик, «Бюро Веритас».
Компанія здійснює виробництво тари будь-яких розмірів і конфігурацій з нанесенням флексографічного друку або без нього. Вся продукція — екологічно чиста, підлягає вторинній переробці і абсолютно безпечна для використання у харчовій промисловості.

### Асортимент
- Гофрокартонний лист — максимальна ширина листа становить 2250 мм, довжина — до 4-х метрів. Можливе виготовлення три-, п'ятишарових листів, профілів «Е», «В», «С», «ВС», «ВЕ», «КГ»
- Чотирьохклапанні ящики
- Короби з кришкою
- Ящики та коробки для продуктів і пляшок
- Картонні лотки для кондитерських виробів
- Лотки для овочів і фруктів
- Коробки для піци
- Решітки, перегородки тощо
- Картон палітурний.
- Картон коробковий
- Кутики захисні

## Галерея

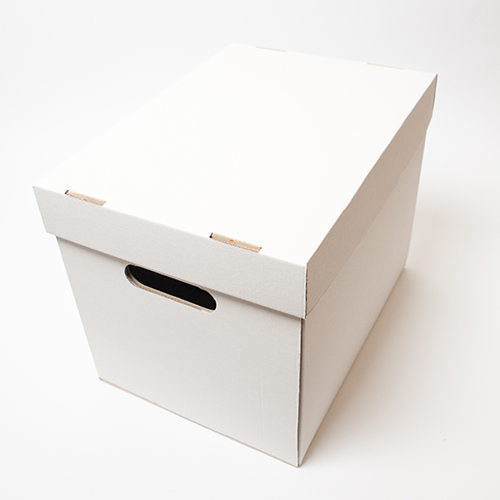
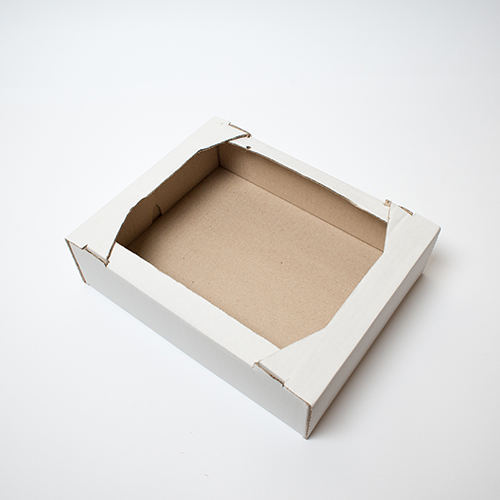
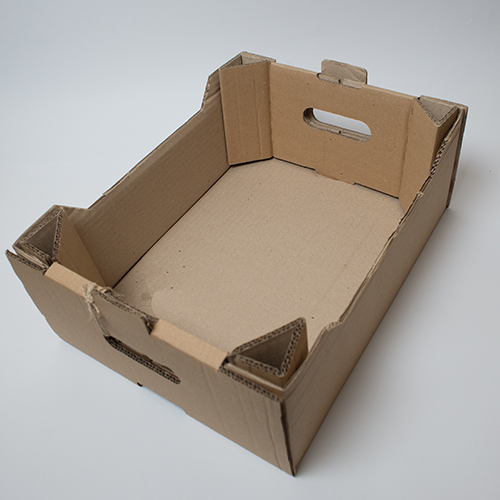
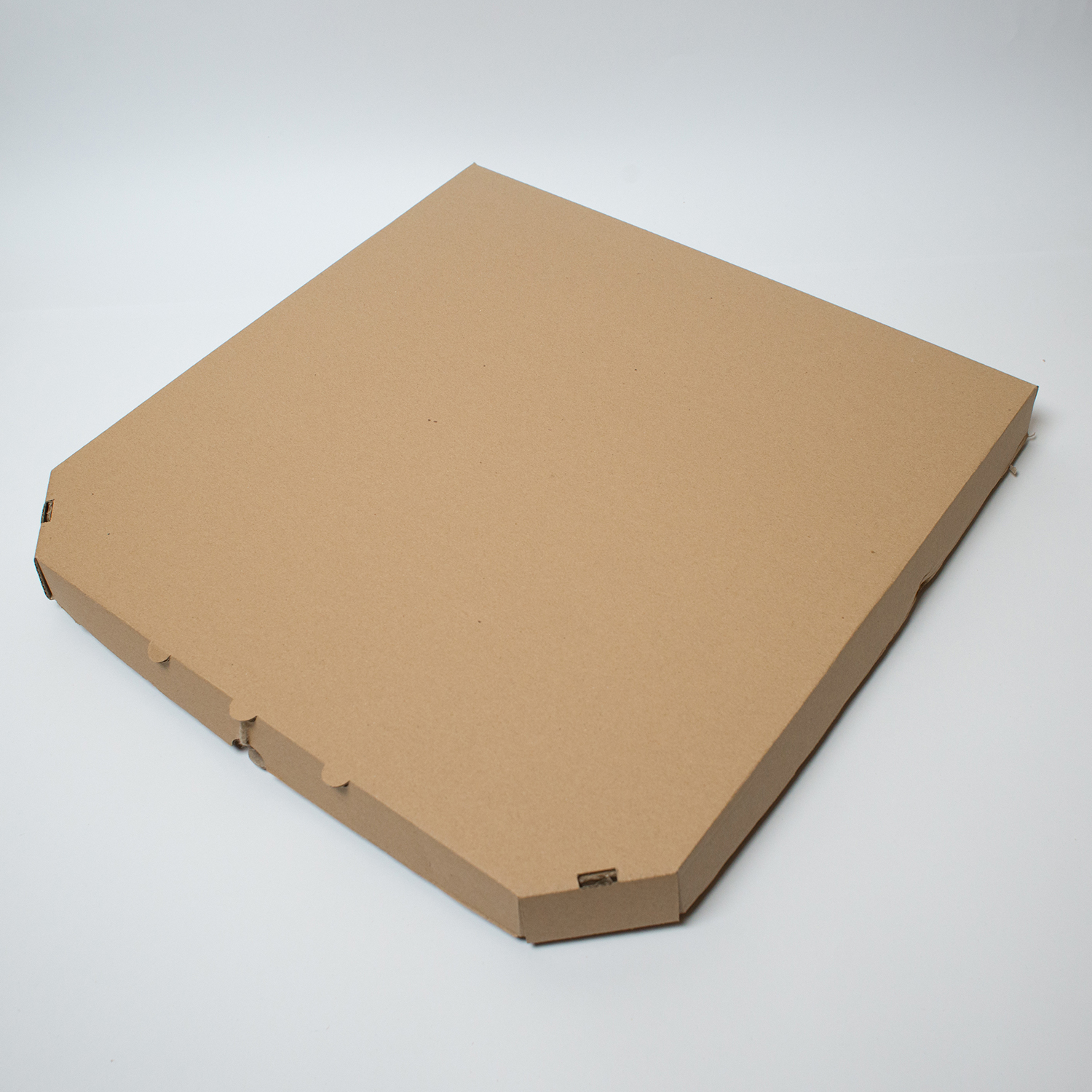
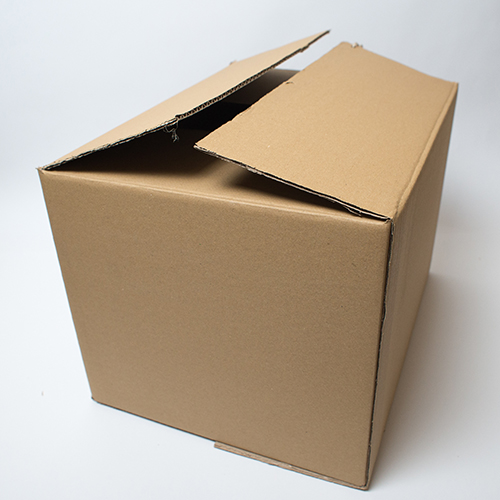
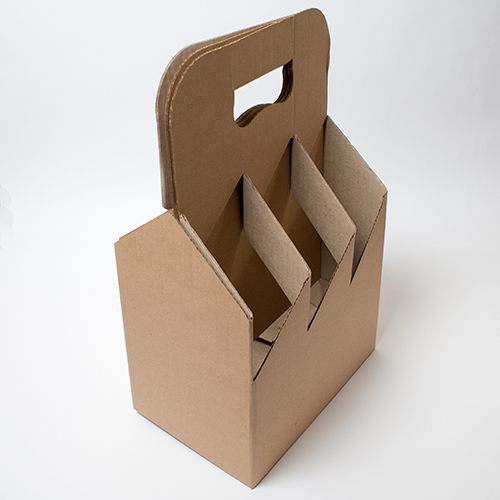
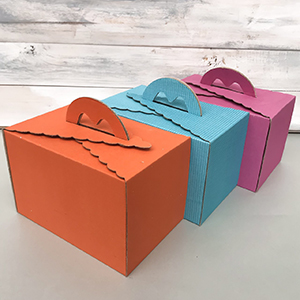
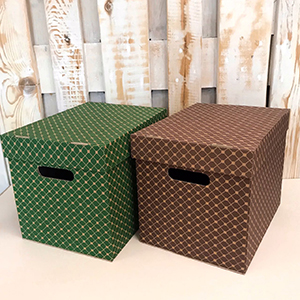